# Generaldirektion der Ostbahn

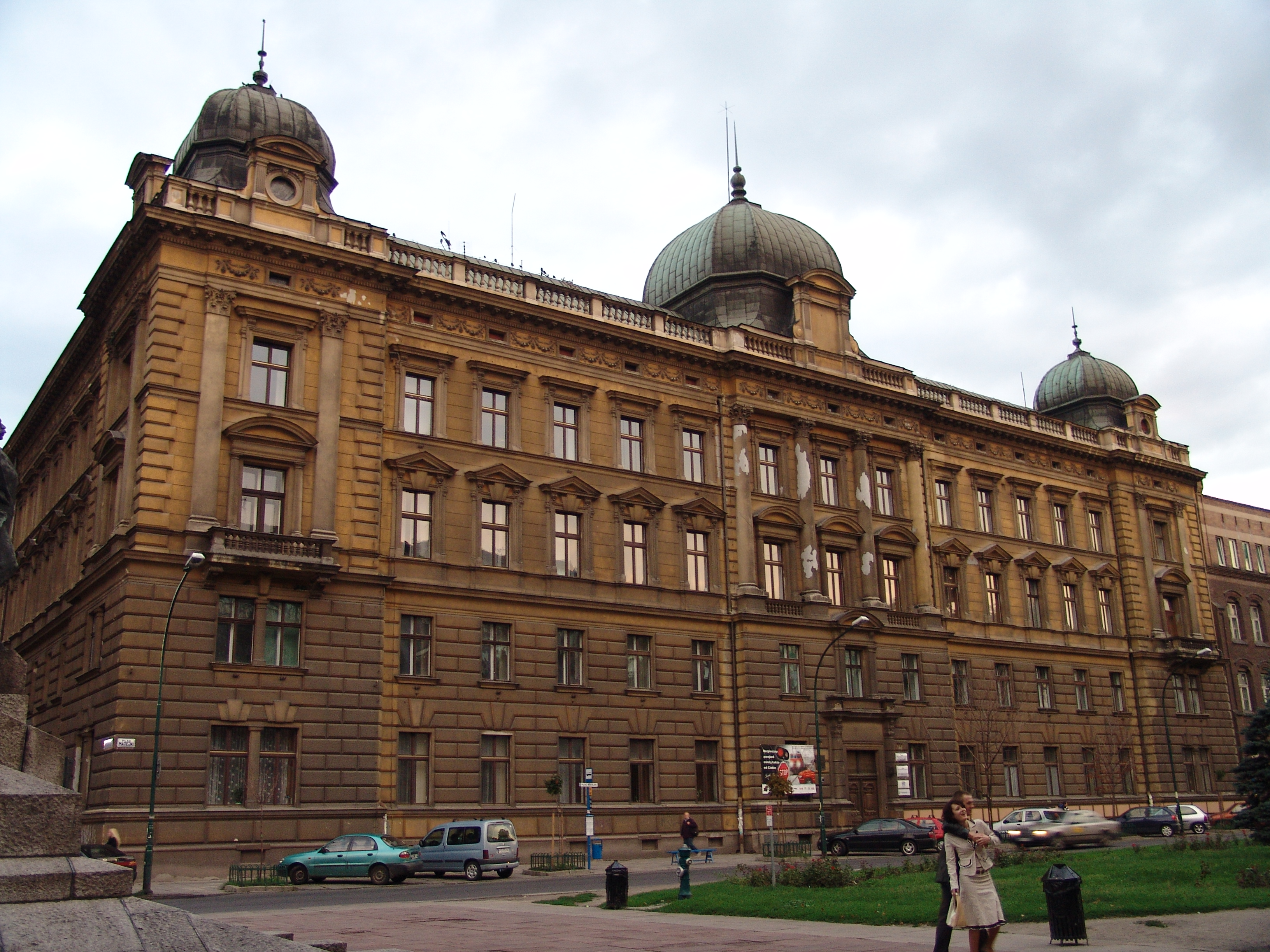
Sitz der Generaldirektion der Ostbahn in Krakau

Die Generaldirektion der Ostbahn (offizielle Abkürzung: Gedob) funktionierte vom 1. November 1939 bis kurz vor Kriegsende 1945 als oberste Verwaltungsebene der Ostbahn im Generalgouvernement.

## Geschichte

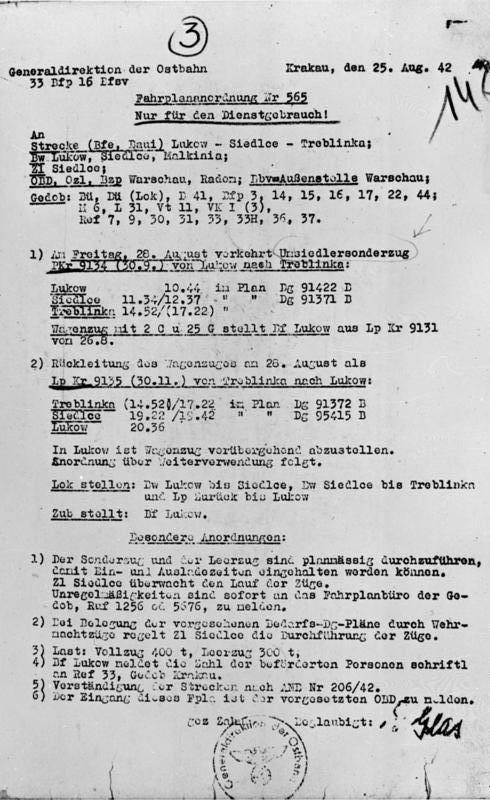
Fahrplananordnung der Generaldirektion der Ostbahn vom 25. August 1942 für einen „Umsiedlersonderzug“ nach Treblinka

### Nach dem deutschen Überfall auf Polen
Nach dem am 1. September 1939 begonnenen Überfall auf Polen durch das Deutsche Reich nutzte die Wehrmacht sofort mit Hilfe der Reichsbahn das Netz der Polnischen Staatsbahnen in den besetzten Gebieten zur Nachschubbeförderung. Am 27. September 1939 erfolgte die formelle Einrichtung einer Eisenbahndirektion für das annektierte polnische Gebiet in Łódź (1940 in Litzmannstadt umbenannt). Bereits zu Monatsbeginn war ein provisorischer Vorbereitungsstab in Berlin eingesetzt worden, dessen Zweck die Übernahme der Strecken im künftigen Generalgouvernement (deutsch besetzter Teil Polens) war. Als Dienstsitz wurde ein Kaufhaus in Łódź leergeräumt.
Am 26. Oktober 1939 wurde dann eine formelle Generaldirektion der Ostbahn (Gedob) gegründet, die die Aufgaben der Eisenbahndirektion Łódź übernahm, und gleichzeitig ihren Sitz nach Krakau verlegte, der Hauptstadt des neugeschaffenen, unter deutscher Verwaltung stehenden Generalgouvernements. Der Gedob wurden die gleichzeitig geschaffenen Ostbahnbetriebsdirektionen (OBD) Krakau, Lublin, Radom und Warschau unterstellt. Zu ihren Aufgaben gehörte die finanzielle Verwaltung der Eisenbahnen, die Tarifgestaltung, Festlegung der Behandlung des einheimischen Personals, allgemeines Eisenbahnrecht und Mitarbeit bei der allgemeinen Gesetzgebung im Generalgouvernement. Die Abwicklungsstelle der ehemaligen Eisenbahndirektion Łódź wurde am 9. Dezember 1939 aufgelöst.

### Nach dem deutschen Überfall auf die Sowjetunion
Nach dem deutschen Überfall auf die Sowjetunion ab dem 22. Juni 1941 wurden der Gedob am 1. August 1941 auch die ehemals polnischen und vor dem Ersten Weltkrieg österreichisch-ungarischen Strecken unterstellt, die nach der Teilung Polens 1939 an die Sowjetunion gefallen waren. Gleichzeitig wurde eine weitere Ostbahnbezirksdirektion in Lemberg eingerichtet. Im Gefolge der zunehmenden deutschen Gebietsverluste während des Kriegsverlaufs ab 1943 wurde die Gedob am 7. August 1944 mit einem Dienstzug zum Bahnhof Gogolin (Oberschlesien) als Dienstsitz verlegt. Weitere Folge war die Zusammenlegung mit der Ostbahnbetriebsdirektion Krakau bei Übernahme der Betriebsführung und Gesamtverwaltung am 1. November 1944. Die Gedob Gogolin übernahm am 4. November 1944 auch die aufgelöste Abwicklungsstelle der Ostbahnbetriebsdirektion Lemberg.
Die Ostbahn organisierte nach 1941 die wesentlichen logistischen Voraussetzungen für die Ermordung von Millionen europäischer Juden, wobei auf ihrem Streckennetz die Deportationszüge zu den Vernichtungslagern im Osten des Generalgouvernements fuhren.

### Abwicklung und Ende
Im Januar 1945 wurden die Reste der Gedob von Krakau nach Oppeln verlegt, am 23. Januar 1945 die Gedob in Krakau aufgelöst. Die Abwicklungsstelle nahm ihren Sitz in Liebau (Schlesien). Doch schon am 9. Februar 1945 wurde diese Abwicklungsstelle aufgelöst, mit der Abwicklungsstelle aus Waren (Müritz) zusammengelegt und nach Laube (heute Ortsteil von Tetschen) verlegt.
Im März 1945 erfolgte eine weitere Verlegung nach Bayreuth, im April 1945 teilten sich die restlichen Verwaltungsbeamten der Ostbahn auf verschiedene Bahnhöfe im Bayerischen Wald nördlich von Pilsen auf. Die Geschichte der Gedob endet mit der Besetzung des Dienstzuges durch US-Streitkräfte am 29. April 1945.

## Personal
Wie auch die Deutsche Reichsbahn unterstand die Generaldirektion der Ostbahn dem Reichsverkehrsministerium des Deutschen Reiches. Generaldirektor der Gedob war von 9. November 1939 bis 28. Februar 1940 Emil Beck (danach Präsident der Reichsbahndirektion Berlin) und von 1. April 1940 bis 23. Januar 1945 Adolf Gerteis.